# El Verae
El Verae est une commune du sud-ouest de la Mauritanie, située dans le département de Bababé de la région de Brakna, à la frontière avec le Sénégal.